# Vic Duppa-Whyte
Victor Vernon Duppa-Whyte (né le 12 janvier 1934 en Rhodésie, un État non reconnu situé en Afrique australe qui exista de 1965 à 1979, actuel Zimbabwe, et mort le 29 janvier 1986 en Colombie) était un ingénieur britannique des techniques papetières et graphiques,,, et auteur de livres pop-up,,.

## Éducation
Duppa-Whyte a déménagé au Royaume-Uni avant d'aller à l'université pour obtenir son diplôme de l'Ealing Art College de l'Université de Thames Valley, une université publique anglaise située dans plusieurs villes de l'ouest de Londres.

## Carrière
En 1969, Duppa-Whyte a commencé à créer des livres pour enfants avec des encarts pop-up. En 1983, il a commencé à se concentrer sur ces livres uniquement, à en produire sur le corps humain, la navette spatiale américaine, la comète de Halley ou la famille royale britannique. Duppa-Whyte a également enseigné l'art tridimensionnel à l’Université de Kingston à Londres.

L'ingénieur du papier David A. Carter a rappelé son amitié avec Duppa-Whyte en déclarant: 
«[...] pendant que j'étais à Londres, j'ai passé du temps avec lui dans son studio. Il m'a montré tout son travail et nous avons beaucoup parlé. C'était un ingénieur du papier de type John Strejan. Vic me montrait des choses sur étagère et l'ingénierie du papier était tout simplement incroyable - les choses qu'il faisait se produire. Il travaillait sur La guerre des mondes, qui n'a jamais été publié, mais il avait en fait le vaisseau spatial flottant dans l'air. Il avait quelques petites pièces minuscules qui le soutenaient, mais il flottait dans l'air. C'était tout simplement incroyable!"
L'ingénieur du papier Graham Brown a déclaré que son ingénieur du papier préféré était Duppa-Whyte: 
«J'ai travaillé avec [lui] sur La légende du roi Arthur et la table ronde. J'ai beaucoup apprécié la collaboration parce qu'il était un brillant ingénieur du papier et un gars très décontracté. Malheureusement, il est décédé avant la fin ... À mon avis, il était probablement l'ingénieur du papier le plus original et créatif au monde."